# Glypta enigmatica
Glypta enigmatica är en stekelart som beskrevs av Dasch 1988. Glypta enigmatica ingår i släktet Glypta och familjen brokparasitsteklar. Inga underarter finns listade i Catalogue of Life.